# Ли Джэ Сон
Ли Джэ Сон, рекомендуемая транскрипция имени по системе Концевича — Ли Джэсон (кор. 이재성, общепринятая латинская транскрипция — Lee Jaesung; род. 10 августа 1992, Ульсан) — полузащитник клуба «Майнц 05» и сборной Республики Корея.

## Карьера
Ли Джэ Сон начал свою профессиональную карьеру в ФК «Чонбук Хёндэ Моторс» с 2014 года. В том же году стал чемпионом Азиатских игр, проходивших в южнокорейском Инчхоне. 26 июля 2018 года перешёл в команду «Хольштайн», подписав контракт на 3 года.

## Статистика выступлений

### Клубная
| Выступление      | Выступление       | Выступление      | Лига | Лига | Кубок | Кубок | Континентальные | Континентальные | Другое | Другое | Итого | Итого |
| Клуб             | Лига              | Сезон            | Игры | Голы | Игры  | Голы  | Игры            | Голы            | Игры   | Голы   | Игры  | Голы  |
| ---------------- | ----------------- | ---------------- | ---- | ---- | ----- | ----- | --------------- | --------------- | ------ | ------ | ----- | ----- |
| Чонбук Хёндэ     | K-лига            | 2014             | 26   | 4    | 3     | 0     | 7               | 1               | —      | —      | 36    | 5     |
| Чонбук Хёндэ     | K-лига            | 2015             | 34   | 7    | 1     | 0     | 9               | 2               | —      | —      | 44    | 9     |
| Чонбук Хёндэ     | K-лига            | 2016             | 32   | 3    | 1     | 0     | 13              | 1               | 2      | 0      | 48    | 4     |
| Чонбук Хёндэ     | K-лига            | 2017             | 28   | 0    | 0     | 0     | —               | —               | —      | —      | 28    | 0     |
| Чонбук Хёндэ     | K-лига            | 2018             | 17   | 4    | 0     | 0     | 8               | 1               | —      | —      | 25    | 5     |
| Чонбук Хёндэ     | Итого             | Итого            | 137  | 18   | 5     | 0     | 37              | 6               | 2      | 0      | 181   | 24    |
| Хольштайн Киль   | Вторая Бундеслига | 2018/19          | 0    | 0    | 0     | 0     | —               | —               | 0      | 0      | 0     | 0     |
| Хольштайн Киль   | Итого             | Итого            | 0    | 0    | 0     | 0     | —               | —               | 0      | 0      | 0     | 0     |
| Всего за карьеру | Всего за карьеру  | Всего за карьеру | 137  | 18   | 5     | 0     | 37              | 6               | 2      | 0      | 181   | 24    |

### В сборной
| Республика Корея | Республика Корея | Республика Корея |
| Год              | Игры             | Голы             |
| ---------------- | ---------------- | ---------------- |
| 2015             | 13               | 4                |
| 2016             | 6                | 0                |
| 2017             | 8                | 1                |
| 2018             | 11               | 1                |
| Всего            | 38               | 6                |